# Langhalsschmuckschildkröte
Die Langhalsschmuckschildkröte (Deirochelys reticularia) ist eine Art der Familie Neuwelt-Sumpfschildkröten (Emydidae). Sie kommt in drei Unterarten in Nordamerika vor.

## Erscheinungsbild
Weibliche Langhalsschmuckschildkröten erreichen bis zu 25 cm Panzerlänge. Die Carapaxlänge beträgt gewöhnlich aber nur zwischen 15 und 18 Zentimeter. Männchen sind in der Regel etwas kleiner als die Weibchen. Der meist olivfarbene Panzer ist fein gerunzelt und zeigt ein gelbgrünes Netzmuster, das auch dazu dient, die drei Unterarten voneinander zu unterscheiden. Mit zunehmendem Alter verschwindet diese Panzerfärbung jedoch zunehmend und ältere Tiere weisen einen zunehmend dunkeloliven bis fast schwarzen Rückenpanzer auf. Das Randschild des Panzers sowie der Bauchpanzer sind gelb.
Wie der Name „Langhalsschmuckschildkröte“ bereits andeutet, haben sie einen außergewöhnlich langen Hals. Er erreicht 80 Prozent der Carapaxlänge. Die orangegelben Streifen, mit denen der Hals gezeichnet ist. Am Rumpf finden sich vertikale helle Streifen. Am Vorderbein ist ein breiter Streifen vorhanden.

## Verbreitung und Lebensraum
Die Art besitzt drei Unterarten, die jeweils ein sich nicht überlappendes Verbreitungsgebiet haben.
- Die Östliche Langhalsschmuckschildkröte (Deirochelys reticularia reticularia) kommt entlang des Atlantik und der Golfküste von Virginia bis zum Mississippi River vor.
- Florida Langhalsschmuckschildkröte (Deirochelys reticularia chrysea) kommt aus Florida.
- Westliche Langhalsschmuckschildkröte (Deirochelys reticularia miaria) tritt von West-Mississippi über Südost-Missouri und Südost-Oklahoma südwärts bis zum Golf von Mexiko auf.

Die Langhalsschmuckschildkröte bewohnt flache Teiche, Seen, Tümpel und Zypressensümpfe. Sie ist nur sehr selten in Fließgewässern zu finden. Sie hält sich jedoch auch häufig außerhalb des Wassers und kann sich dabei recht weit vom nächsten Gewässer entfernen.

## Lebensweise
Langhals-Schmuckschildkröten nehmen die übliche animalische Nahrung zu sich, wie sie auch für andere Neuwelt-Sumpfschildkröten charakteristisch ist. Daneben frisst sie aber auch erhebliche Mengen pflanzlicher Nahrung. Die Fortpflanzungszeit ist vom jeweiligen Verbreitungsgebiet abhängig. Die Populationen in Süd-Carolina paaren sich üblicherweise im März. In Florida sind Paarung ganzjährig zu beobachten. Das Gelege besteht aus fünf bis 15 Eiern. Die Zeit bis zum Schlupf ist temperaturabhängig, sie beträgt bei einer Temperatur von 25 bis 30 Grad etwa 60 bis 70 Tage.

## Nachweise